# Željka Cvijanović

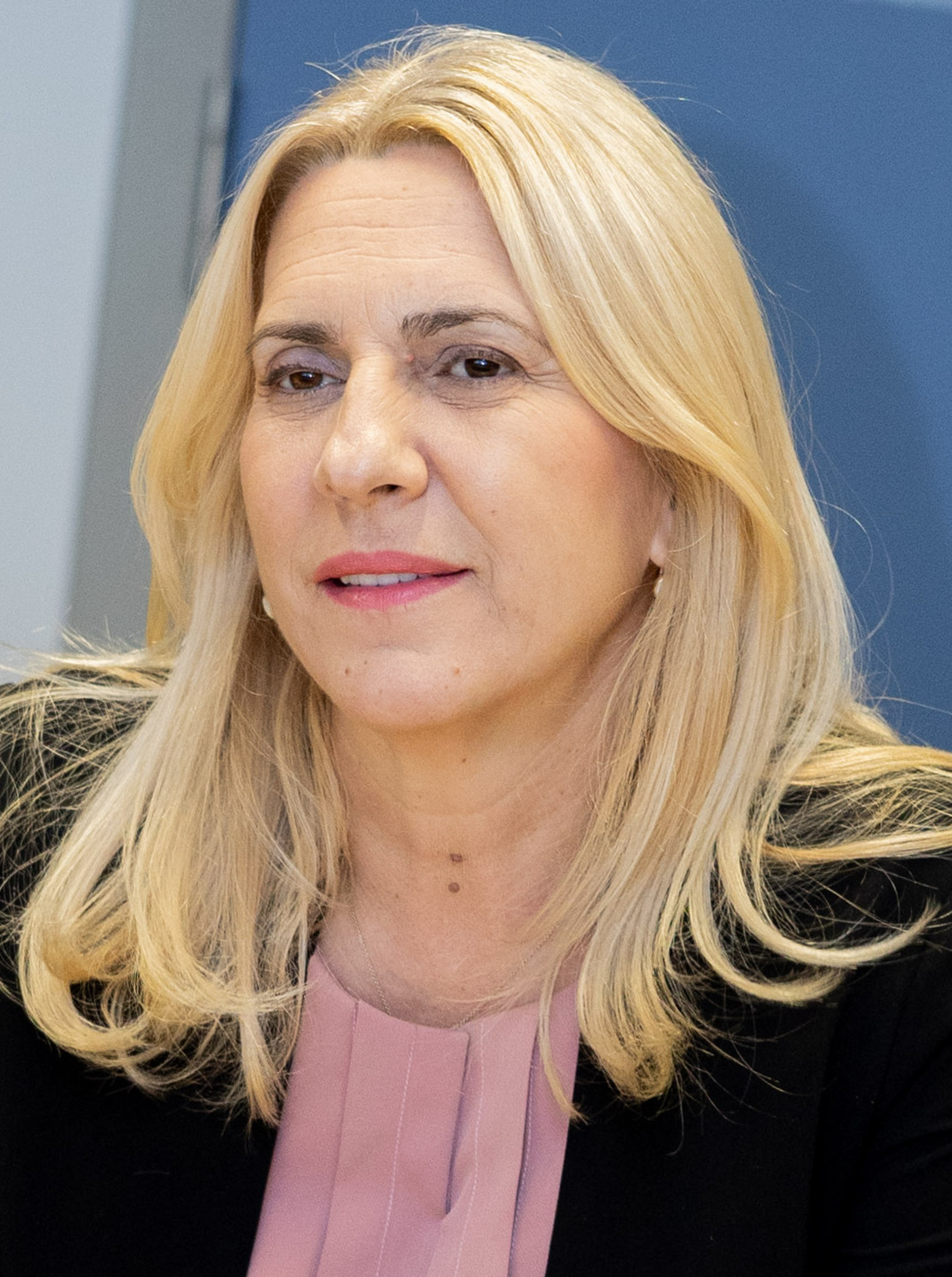
Željka Cvijanović

Željka Cvijanović (serbisch-kyrillisch Жељка Цвијановић; * 2. August 1967 in Teslić, SFR Jugoslawien als Željka Grabovac) ist eine bosnische Politikerin. Vom 12. März 2013 bis zum 19. November 2018 war sie Premierministerin der Republika Srpska. Am 7. Oktober 2018 wurde sie zur Präsidentin der Republika Srpska gewählt und übte dieses Amt bis November 2022 aus. Sie ist Mitglied der serbisch-nationalistischen Partei Savez nezavisnih socijaldemokrata und gilt als Sezessionistin.
Bei den Wahlen vom 2. Oktober 2022 wurde sie als serbisches Mitglied ins nationale Staatspräsidium von Bosnien und Herzegowina gewählt. Ihr Amt trat sie am 16. November 2022 an. Vom 16. November 2022 bis zum 16. Juli 2023 war sie turnusgemäß Vorsitzende des Präsidiums und ist es seit dem 16. November 2024 wieder.

## Biografie
Bevor sie sich der Politik widmete, war Cvijanović Englischlehrerin. Sie studierte an der Philosophischen Fakultät in Sarajevo sowie an der Philosophischen Fakultät und der Juristischen Fakultät der Universität Banja Luka. Sie ist Professorin für englische Sprache und Literatur und besitzt einen Master-Abschluss in diplomatischem und konsularischem Recht der Universität Banja Luka zum Thema „Internationaler und rechtlicher Status der Europäischen Union“.
Cvijanović arbeitete als Englischlehrerin und als leitende Dolmetscherin und Assistentin für die European Union Monitoring Mission in Bosnien und Herzegowina. Anschließend war sie Beraterin für die europäische Integration und die Zusammenarbeit mit internationalen Organisationen des Premierministers der Republik Srpska, Milorad Dodik. Hier wurde sie Kabinettschefin des Ministerpräsidenten und leitete das Referat für Koordinierung und europäische Integration.
In der Wahlperiode 2010–2014 war sie ein externes Mitglied des Ausschusses für europäische Integration und regionale Zusammenarbeit der Nationalversammlung der Republika Srpska. Am 29. Dezember 2010 wurde sie zum Minister für Wirtschaft und regionale Zusammenarbeit in der Regierung der Republika Srpska unter der Leitung von Premierminister Aleksandar Džombić und am 12. März 2013 vom Präsidenten Milorad Dodik zur Premierministerin der Republik ernannt, womit sie die erste Frau in diesem Amt wurde.
Bei den bosnischen Parlamentswahlen 2014 kandidierte Cvijanović als Kandidatin der amtierenden Koalition der Savez nezavisnih socijaldemokrata als das serbische Mitglied der Präsidentschaft von Bosnien und Herzegowina. Sie verlor gegen den Oppositionskandidaten Mladen Ivanić (PDP) und wurde daraufhin erneut in das Amt der Premierministerin in der 15. Regierung der Republika Srpska berufen.
Bis zum 19. November 2018 war sie Premierministerin der Republika Srpska. Am 7. Oktober 2018 wurde sie zur Präsidentin der Republika Srpska gewählt. Cvijanović zeichnete im Mai 2021 Peter Handke für seine Arbeit und Verdienste auf dem Gebiet der kulturellen und geistigen Entwicklung mit dem höchsten Orden der Republika Srpska aus, was heftige Proteste auslöste. Sie setzte am 13. Oktober 2021 ein Gesetz in Kraft, mit dem das Parlament der Republika Srpska Ende Juli beschlossen hatte, eine Ergänzung des bosnischen Strafgesetzes nicht umzusetzen. Diese Ergänzung hätte es mit Blick auf den von Serben verübten Völkermord in Srebrenica 1995 unter Strafe verboten, den Genozid zu leugnen. Im Dezember 2021 beschloss das Parlament der Republika Srpska, sich vom Justiz- und Steuersystem sowie von der Armee von Bosnien und Herzegowina abzukoppeln.

## Privates
Cvijanović ist verheiratet und Mutter von zwei Söhnen.

## Sanktionen
Am 11. April 2022 wurden Cvijanović und Milorad Dodik, das serbische Mitglied der bosnischen Präsidentschaft, vom Vereinigten Königreich wegen des Versuchs, die Legitimität von Bosnien und Herzegowina zu untergraben, sanktioniert, wobei die britische Außenministerin Liz Truss erklärte, dass Dodik und Cvijanović "den hart erkämpften Frieden in Bosnien und Herzegowina absichtlich untergraben. Ermutigt von Putin bedroht ihr rücksichtsloses Verhalten die Stabilität und Sicherheit auf dem gesamten westlichen Balkan.
Am 31. Juli 2023 verhängte das United States Office of Foreign Assets Control Sanktionen gegen Cvijanović wegen Bedrohung der regionalen Sicherheit, des Friedens und der Zusammenarbeit durch die Untergrabung des Dayton-Abkommens.